# Brokkizm
Brokkizm – historyczna hipoteza ewolucji zaproponowana na przełomie XVIII/XIX w. przez włoskiego paleontologa Brocchiego i nazwana od jego nazwiska. 
Brokkizm głosi, że każda jednostka taksonomiczna posiada pewną ilość tzw. energii życiowej, podobnie jak indywidualny organizm. Podobnie jak u osobnika, w historii każdego taksonu daje się wyróżnić etap młodości, dorosłości (szczytu rozwoju) i starości (upadku). Filogeneza przebiega więc tak jak ontogeneza. Brokkizm zyskał znaczną popularność na przełomie XIX/XX w., do jego zwolenników należeli m.in. czołowi badacze dinozaurów Henry Fairfield Osborn i Edward Drinker Cope oraz amonitów Alpheus Hyatt, którzy w filogenezie badanych przez siebie grup zwierząt dostrzegli wyróżnione przez Brocchiego fazy rozwoju. W drugiej połowie XX wieku hipoteza Brocchiego została całkowicie obalona dzięki wykazaniu, że w poszczególnych taksonach szczyt rozwoju danej grupy przypadał na różne etapy jej filogenzy, czasem istnieje kilka szczytów. Obecnie jest to hipoteza o znaczeniu historycznym.